# Zakład Karny w Kluczborku
Zakład Karny w Kluczborku – zakład karny typu zamkniętego oraz typu półotwartego dla recydywistów penitencjarnych z oddziałami aresztu śledczego. Posiada również oddziały dla tymczasowo aresztowanych. Tymczasowo przebywają tu również aresztowani i skazani chorzy na cukrzycę insulinozależną.
Na terenie jednostki działa świetlica, radiowęzeł oraz biblioteka. Opiekę medyczną zapewniają lekarze różnych specjalności, a także średni personel medyczny. Na izbie chorych znajdują się 3 miejsca. W zakładzie karnym prowadzona jest wobec osadzonych profilaktyka uzależnień, działa m.in. grupa wsparcia Anonimowych Alkoholików (AA).
Zakład Karny w Kluczborku jest jednostką podległą Okręgowemu Inspektoratowi Służby Więziennej w Opolu.
Dnia 2 marca 1995 roku, pod numerem A-2348/95, budynek więzienia został wpisany do rejestru zabytków województwa opolskiego.

## Historia
Budynek zakładu karnego wybudowany został w 1900 roku, z przeznaczeniem na więzienie. Do 1971 roku nosił nazwę Więzienie Karno-Śledcze w Kluczborku. Od dnia 1 września 1971 roku funkcjonował jako areszt śledczy, a od 1 lipca 1976 roku pełni rolę zakładu karnego wraz z aresztem. W 2004 roku zmodernizowana została kotłownia opalana paliwem stałym, na nowoczesną kotłownię zasilaną gazem i przeprowadzono remont kompleksu kuchennego. W 2007 roku rozpoczęto inwestycje mające na celu budowę pawilonu zakwaterowania osadzonych o pojemności 258 miejsc, oraz budowę nowej i rozbudowę już istniejących budynków technicznych. Pod koniec 2007 roku rozpoczęto budowę budynku administracyjnego, w którym zaplanowano salę widzeń i kantynę. Nowo wybudowany budynek administracyjny pełni również funkcję wejścia do zakładu. Pierwsze piętro budynku administracyjnego zajmują biura poszczególnych działów służb. W 2008 roku rozpoczęto budowę pawilonu zakwaterowania osadzonych, poczekalni dla osób odwiedzających, garaży, muru ochronnego oraz rozbudowę sieci i budowę przyłączy wodociągowych, kanalizacyjnych i energetycznych. Budowę pawilonu zakwaterowania osadzonych zakończono w październiku 2010 roku.

## Architektura budynku więziennego
Jest to budynek wolno stojący otoczony murem z bramami. Posiada typową dla budynków więziennych z przełomu XIX i XX wieku bryłę oraz wystrój elewacji utrzymany w stylu nawiązującym do gotyku w formie uproszczonej, tzw. „szkoła hanowerska neogotyku”. Budynek jest murowany 4-kondygnacyjny z poddaszem użytkowym w dachu stromym krytym dachówką ceramiczną. Założony w kształcie litery T, bryła jest symetryczna rozczłonkowana. Elewacja w całości została wybudowana z cegły licówki. Elewacja południowa jest 3-częściowa, symetryczna, jej środkowa część jest 5-osiowa ujęta dwoma 3-osiowymi ryzalitami. Natomiast elewacja zachodnia jest 2-częściowa, niesymetryczna. Podłużna część 11-osiowa zamknięta również ryzalitem 3-osiowym. Elewacja wschodnia jest w formie podobna do elewacji zachodniej, lecz zamknięta ryzalitem 4-osiowym. Elewacja północna (szczytowa) jest symetryczna, 1-osiowa.

## Struktura organizacyjna
Zakład Karny w Kluczborku składa się z następujących działów, służb oraz stanowisk samodzielnych:
- dział penitencjarny,
- dział ochrony,
- dział ewidencji,
- dział finansowy,
- dział kwatermistrzowski,
- służba zdrowia,
- inspektor ds. skarg, próśb i wniosków osadzonych,
- inspektorzy ds. kadr,
- inspektor ds. zatrudnienia osadzonych i bhp,
- sekretariat,
- informatycy,
- koordynator ds. POKL.

### Organizacje współpracujące z zakładem karnym
- Urząd Miejski w Kluczborku,
- Powiatowy Urząd Pracy w Kluczborku,
- Ośrodek Opieki Społecznej w Kluczborku,
- Miejski Zarząd Obiektów Komunalnych w Kluczborku,
- Parafia Najświętszego Serca Pana Jezusa w Kluczborku
- Kościół Zielonoświątkowy Zbór w Kluczborku
- Zbór Świadków Jehowy w Kluczborku[13].